# RNN Sport
RNN Sport was het sportprogramma van de Nederlandse voormalige commerciële televisiezender RNN7. Naast sportnieuws voorzag RNN Sport kijkers van achtergronden van verschillende sporten en interviews met sporters, oud-sporters en sportwatchers. Het faillissement van de zender in 2008 betekende echter het einde van het programma.
Op vrijdag 9 november vond de eerste officiële live-uitzending van RNN Sport plaats, onder presentatie van Edvard Niessing. Het programma werd op maandag, woensdag en vrijdag rechtstreeks uitgezonden. De uitzendingen begonnen iedere werkdag om 19.15 uur.